# Samuil Micu
Samuil Micu (* September 1745 in Sadu; † 13. Mai 1806 in Buda, Königreich Ungarn) war ein rumänischer Philosoph, Theologe, Historiker, Romanist, Grammatiker, Lexikograf und Übersetzer aus der Siebenbürgischen Schule.

## Leben und Werk

### Leben
Maniu Micu war der Neffe des Bischofs Inocențiu Micu-Klein. Er ging auf das Gymnasium in Blaj, trat 1762 in den Orden der Basilianer ein, wo er den Ordensnamen Samuil annahm, und studierte von 1766 bis 1772 in Wien Theologie und Philosophie. Er unterrichtete am Gymnasium in Blaj und war von 1777 bis 1783 Präfekt am Barbareum, dem griechisch-katholischen Seminar der Barbarakirche, anschließend (bis 1804) forschend im Kloster in Blaj. Micu gehörte zu den Autoren des Supplex Libellus Valachorum von 1791, in dem (vergeblich) die politische Gleichstellung der siebenbürgischen Rumänen verlangt wurde. 1804 ging er nach Buda an die Universitätsdruckerei, um den Druck der rumänischen Texte zu überwachen.

### Der Grammatiker
Micu gehörte zur Siebenbürgischen Schule, welche historische Forschung über die Herkunft der Rumänen mit Sprachbeschreibung und Sprachplanung des Rumänischen verband. Zusammen mit Gheorghe Șincai schrieb  Micu die erste Grammatik des Rumänischen (Elementa 1780). Sie enthielt den Beweis der Nähe des Rumänischen zum Latein und wurde (zur Lektüre durch das aufgeklärte Europa) in lateinischer Sprache abgefasst.

### Der Bibelübersetzer
Micu übersetzte die Bibel (Septuaginta und Neues Testament) neu ins Rumänische. Ihm lag die  von Șerban I. Cantacuzino in Auftrag gegebene Bukarester Bibel von 1688 vor und wohl auch das erst 2005 gedruckte Manuskript der Bibelübersetzung von Petru Pavel Aron (Biblia Vulgata: Blaj 1760–1761, Bukarest 2005). Seine Blaj-Bibel erschien 1795 (auch Sankt Petersburg 1819, Buzău 1854–1856 und Hermannstadt 1856–1858) und wurde 2000 vom Vatikan in kyrillischer Schrift als Bibel zur Förderung der Einheit zwischen katholischer und rumänisch-orthodoxer Kirche neu gedruckt.

### Der Gelehrte
Micus tausendseitige Geschichte Rumäniens wurde erst 1995 aus dem nachgelassenen Manuskript herausgegeben. Bedeutend war auch seine Übersetzung der Logik von  Friedrich Christian Baumeister. Er veröffentlichte bzw. hinterließ im Manuskript zahlreiche Schriften zur Philosophie, Theologie und Kirchengeschichte und war Anreger und Mitarbeiter des Wörterbuchs von Buda (1825).

## Werke (Auswahl)
- (mit Gheorghe Șincai), Elementa linguae daco-romanae sive valachicae. Composita ab Samuele Klein de Szad, ord. S. Basilii M. in collegio graeci ritus catholicorum vindobonensi ad S. Barbaram ephemerio: locupletata vero, et in hunc ordinem redacta a Georgio Gabriele Sinkai, eiusdem ordinis, Wien 1780 (100 Seiten); Buda 1805 (alleiniger Verfasser: Gheorghe Șincai, 110 Seiten); hrsg. von Mircea Zdrenghea, Cluj-Napoca 1980 (mit rumänischer Übersetzung); Bearbeitung deutsch und rumänisch: Ioan Piuariu-Molnar (Hrsg.) Deutsch-walachische Sprachlehre, Wien 1788
- (Übersetzer) Biblia, adecă Dumnezeiasca Scriptură a legii vechi şi a ceii noao, toate care s-au tălmăcit de pre limba elinească pre înţelesul limbii româneşti. Cu blagoslovenia mării sale prealuminatului şi preasfinţitului domnului domn Ioan Bob, vlădica Făgăraşului, Blaj, 1795; hrsg. von Ioan Chindriş und Eugen Pavel, Rom 2000
- (Übersetzer) Loghica adecă partea cea cuvântătoare a filosofiei, Buda 1799 (Original: Friedrich Christian Baumeister, Elementa philosophiae, Leipzig 1781)
- (Mitarbeiter) Lesicon romănescu-lătinescu-ungurescu-nemţescu quare de mai mulţi autori, în cursul a trideci, şi mai multoru ani s’au lucrat seu Lexicon valachico-latino-hungarico-germanicum quod a pluribus auctoribus decursu triginta et amplius annorum elaboratum est,  Buda 1825 (Wörterbuch von Buda; Teildruck des Beitrags von Micu: Dictionarium valachico-latinum, hrsg. von Gáldi László, Budapest 1944)
- Beitraege zur Geographie und Geschichte Galilaeas, Leipzig 1909; Neue Beiträge [...], Wien 1923
- Scrieri filozofice, hrsg. von Pompiliu Teodor und Dumitru Ghiʂe, Bukarest 1966
- (mit Gheorghe Şincai und Petru Maior) Despre vechimea si continuitatea românilor, hrsg. von Dan Horia Mazilu und Anatol Ghermanschi, Bukarest 1989
- Istoria românilor, hrsg. von  Ioan Chindriș, 2 Bde., Bukarest 1995